# العلاقات العثمانية بالمغرب الأقصى
العلاقات العثمانية بالمغرب الأقصى (بالتركية: Fas-Osmanlı ihtilafları) عبارة عن سلسلة من المواجهات التي وقعت بين القرن السادس عشر ونهاية القرن الثامن عشر، بين ممالك المغرب الأقصى والدولة العثمانية. نتيجة التدخلات العثمانية في الشؤون الداخلية للوطاسيين ومن ثم السعديين خلال القرن السادس عشر، رغبة من العثمانيين في فرض سيطرتهم على المغرب، وإنهاء النزاعات الحدودية القائمة.
خلال القرن السادس عشر، تدخل العثمانيون عسكريًا في عدة مناسبات عن طريق دعم مختلف المطالبين بعرش المغرب، ثم قامو بتنظيم وتنفيذ لاغتيال السلطان السعدي محمد الشيخ، وكذلك شن العديد من الحملات والغارات العسكرية داخل الأراضي المغربية، بينما المغاربة الذين نجحوا في الحفاظ على استقلالهم حاولوا ضم إقليم وهران للسلطنة الشريفة.
الصراع -الذي نحسر في نهاية القرن السادس عشر- سيظهر مرة أخرى بين القرنين السابع عشر والثامن عشر عندما أكد العلويون، الذين خلفوا السعديين، مطالباتهم بشأن إقليم وهران، دون أن ينجحوا في ضمها.

## مراحل الصراع

### التحالف العثماني-الوطاسي
خلال النصف الأول من القرن السادس عشر، حافظ الوطاسيون والعثمانيون عمومًا على علاقات جيدة، حيث دعم الأول الأخير عسكريًا خلال غزوهم لمملكة تلمسان الدولة الزيانية، بينما في فاس كان عدد كبير من الإنكشاريين في خدمة السلاطين الوطاسيين. لكن العلاقة سرعان ما تدهورت بسبب الخلاف حول تلمسان واللجوء الذي منحه الوطاسيون لمنظمي الثورات المعادية للعثمانيين.

#### الدعم العثماني للوطاسيين ضد السعديين
عاد الدعم العثماني للوطاسيين في عام 1545 عندما طلب الأخير، الذي خسر أرضًا في حربه ضد منافسيه الجدد السعديين، من الباب العالي الحصول على مساعدة عسكرية تسمح لهم بالبقاء في السلطة. وهكذا، فإن الأمير الوطاسي أبو حسون، الوصي على السلطان الشاب محمد القصري، اعترف الخليفة العثماني كأمير للمؤمنين مقابل الحصول على المساعدة العسكرية المطلوبة
ومع ذلك، لم يتدخل العثمانيون عسكريًا في أربعينيات القرن 15 بسبب الاضطرابات التي ميزت نهاية العصر الزياني في تلمسان. لكن، منحوا اللجوء لأبو حسون عام 1549، بعد أن غزا السعديون مدينة فاس.

#### فشل الاتفاق التركي السعدي
في عام 1549، أدى صعود الأشراف السعديين للسلطة في المغرب إلى تخوف العثمانيين من فقدان دعم المتدينين في غرب وهران. حيث تم إبرام اتفاق بين الطرفين ينص على تقسيم الأراضي مملكة تلمسان السابقة: يستعيد بموجبها المغاربة تلمسان ماعدا مدينة وهران فستبقى تحت الحكم العثماني. ومع ذلك، ظل الاتفاقية حبرًا على ورق، خاصة بسبب مؤامرات الأتراك مع أمراء إمارة دبدو، حلفاء الوطاسيين.
خوفاً من التهديد التركي، شن سلطان السعديين محمد الشيخ فوراً، في عام 1550، هجوماً على الوجود التركي في غرب الجزائر. استولى فيه المغاربة على تلمسان في 9 يونيو 1550، لكنهم فشلوا في دخول مستغانم ثم تراجعوا بعد غارات أمير بنو رشيد، حلفاء الإسبان في وهران عليهم. خسر السعديون تلمسان في يناير 1551 للعثمانيين، وضم الأخير مملكة الزيانيين السابقة إلى ممتلكاتهم، تحت مسمى إيالة الجزائر، بينما استمر النزاع المسلح في وادي الشلف.
ازدادت التوترات بين السعديين والعثمانيين عام 1552، عندما حاول السلطان سليمان القانوني التقرب دبلوماسيا من السعديين، حيث ألقى اللائمة على حسن باشا في حدوث النزاع، وقام بإزالته من حكم إيالة الجزائر، واستبداله بصالح ريس وأرسل وفدا للسعديين يطلب مبايعته أميرا للمؤمنين، جاء رد محمد الشيخ بما يلي:
| العلاقات العثمانية بالمغرب الأقصى | سلم على أمير القوارب سلطانك وقل له أن سلطان الغرب لابد أن ينازعك على محمل مصر ويكون قتاله معك عليه إن شاء الله ويأتيك إلى مصر والسلام | العلاقات العثمانية بالمغرب الأقصى |

أدى هذا بالعثمانيين لشن هجوم على عاصمة السعديين فاس في أكتوبر  1553، بقيادة باشا الجزائر صالح ريس، مما أدى إلى الاستيلاء على المدينة واعادة أبو حسون الوطاسي لسدة الحكم بعد 4 أشهر، اعترف الأخير بالسلطة الاسمية للعثمانيين من خلال إصدار الخطبة باسم السلطان العثماني ومبايعته أميرا للمؤمنين.
في سبتمبر 1554، نجح محمد الشيخ السعدي في استعادة فاس وطرد أبو حسون والعثمانيين، قبل إبرام تحالف ضد الأخير مع الإسبان في وهران.

### اغتيال محمد الشيخ
بعد رفضه مرة أخرى مبايعة للسلطان العثماني أميرا للمؤمنين في يونيو 1557، دبر العثمانيون مؤامرة اغتيال محمد الشيخ في أكتوبر 1557 على يد أفراد أتراك من حراسه، الذين دخلوا خدمته مدعين أنهم من الفارين من الجيش العثماني حيث انتهزوا فرصة خروجه في رحلة صيد رفقة عدد قليل من حراسه فاستفردوا به وقطعوا رأسه غدرا ونقلوا رأسه إلى القسطنطينية حيث احتفل سليمان القانوني بما اعتبره انتصار.
بعد وفاة محمد الشيخ، استعاد العثمانيون مدينة تلمسان التي كانت في أيدي المغاربة منذ عام 1556 - انسحاب الأخير دون قتال ، قبل مواصلة هجومهم على الأراضي المغربية حيث سيواجهون الجيش السعدي بقيادة عبد الله الغالب شمال فاس في معركة وادي اللبن عام 1558 انتهت بانتصار السعديين.

### خلافة عبد الله الغالب
أعطت وفاة السلطان عبد الله غالب، الذي توفي عام 1574، فرصة للأتراك للتدخل مرة أخرى في المغرب من خلال دعم اثنين من المطالبين بالعرش، عبد الملك وأحمد المنصور، ضد السلطان محمد المتوكل.

#### الإطاحة بمحمد المتوكل
في عام 1576، دعم العثمانيون عبد الملك سعدي - الذي عرضوا عليه اللجوء ورحبوا به منذ عام 1574 - لاستعادة فاس وإسقاط ابن أخيه السلطان المتوكل. حيث وضعوا تحت تصرفه فيلق استكشافي من 10000 رجل، معظمهم من الإنكشاريين، هزم بهم جيش المتوكل في معركة الركن وأخذ مدينة فاس ثم مدن المملكة الأخرى بعد ذلك.
بعد وصول عبد الملك إلى السلطة، احتفظ بالحامية العسكرية العثمانية داخل جيشه - بينما أعاد تنظيم جيشه وفقًا للنموذج العثماني - وبعد أن استتب له الأمر كانت الحامية التركية قد ذهبت.
حافظ عبد الملك على علاقات جيدة مع الباب العالي في البداية، ومع ذلك احتفظ باستقلال المغرب عن الإمبراطورية العثمانية وحافظ على العلاقات الدبلوماسية مع الإسبان لضمان ذلك.
شكل التقارب العثماني المغربي تهديدًا للبرتغال، وخاصة ممتلكاتها على السواحل المغربية (مازاغان، طنجة وسبتة)، فقرر الملك البرتغالي سبستيان الأول دعم السلطان المخلوع المتوكل بعد توجه هذا الأخير بطلب المساعدة العسكرية، بهدف استعادة عرشه.

#### معركة وادي المخازن
صيف عام 1578، بدأت الحملة برتغالية بقيادة سبستيان يرافقها المتوكل بغزو شمال المغرب وتعهدت بالتقدم نحو العاصمة فاس. في 4 أغسطس، واجهت قوات عبد الملك المعززة بمدفعية حلفائه العثمانيين، البرتغاليين رفقة المتوكل، انتهت بهزيمة الكاملة للقوات البرتغالية وكذلك وفاة ثلاثة ملوك: المتوكل وعبد الملك وسبستيان.

#### أحمد المنصور الذهبي

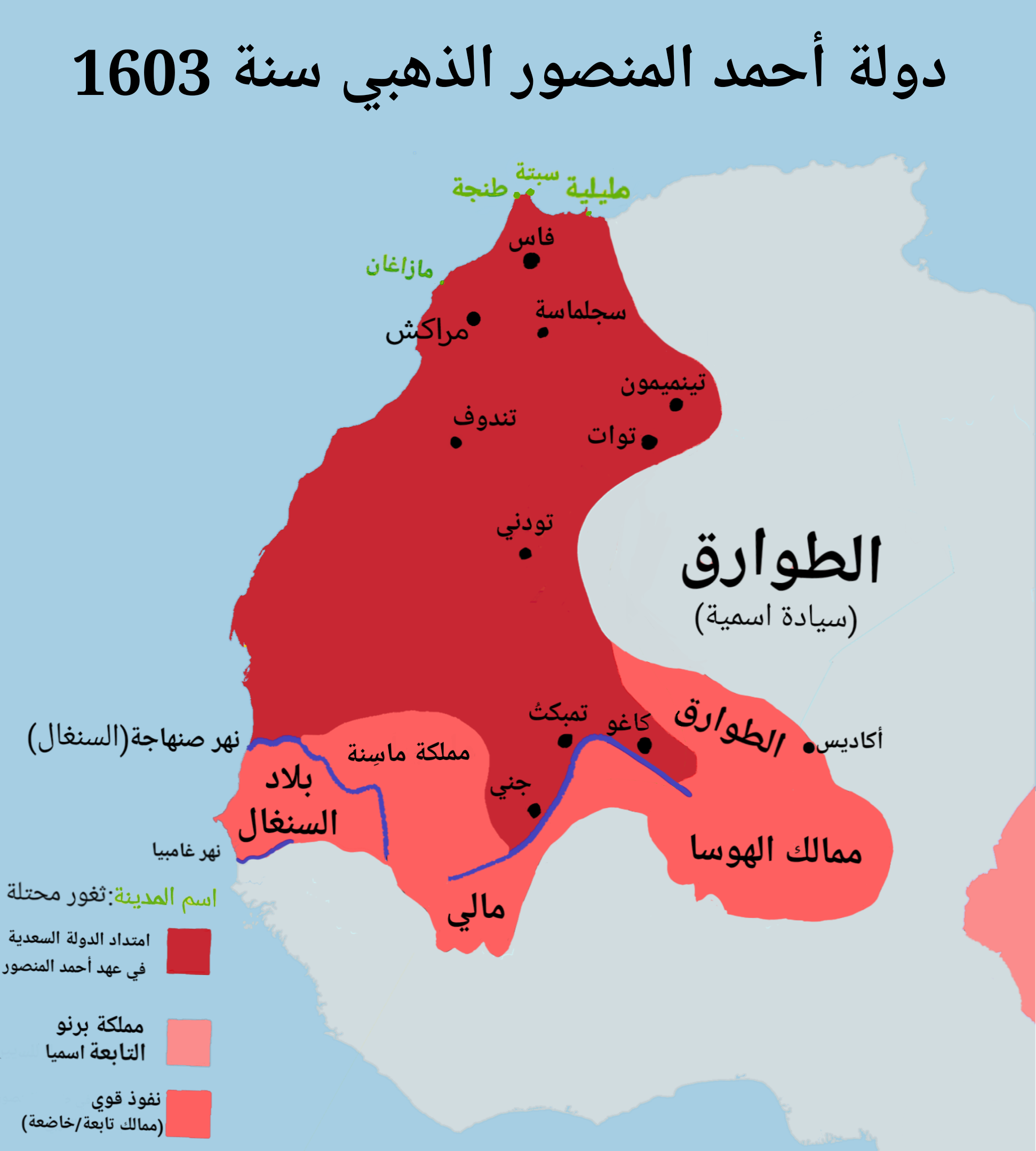
خريطة الدولة السعدية في عهد أحمد المنصور الذهبي مبنية على وصف عبد العزيز الفشتالي، أحمد بن خالد الناصري، ابن مليح السراج. بالأحمر الفاتح مملكة برنو وأرض الطوارق (سيادة اسمية)

شهد المنصور وهو أمير اغتيال أبيه محمد الشيخ المهدي من قبل العثمانيين، ومحاولاتهم المتكررة التدخل في الشؤون المغربية، ودهاء أبيه ومستشاريه في استغلال السياقات الدولية المواتية للحفاظ على استقلالية البلاد، كما شهد مساعدتهم لأخيه عبد الملك في حصول على عرش البلاد فكان على دراية بسياسة العثمانيين تجاه المغرب. كانت الاتصالات أولى بين العثمانيين والمنصور عقب معركة واد المخازن غير جيدة ففي الرسالة الأولى التي بعت بها مراد الثالث وصف فيها المنصور بالحاكم ال«عديم القيمة»، أتبعها بارسال وفد إلى مراكش في شتنبر 1579 لمطالبة بالتنازل عن بعض الموانئ المغربية وخصوصًا ميناء العرائش مرفوقا بهدايا لا تليق إلا بـال«خادم». سعى العثمانيين لإسقاط حكم المنصور في بداياته وتولية ابن أخيه إسماعيل بن عبد الملك من زوجته التركية التي تزوجت باشا الجزائر بتحضير انقلاب سنة 1578، كما دعمو تمرد الأمير مولاي داود في السنة الموالية.
تغير نهج سياسة الدولة العثمانية تجاه المنصور (يرجعها البعض لاندلاع الحرب العثمانية الصفوية الرابعة وفقدان الدولة لاستقرارها بعد اغتيال الصدر محمد باشا صقللي والخوف من فتح جبهة حرب جديدة) ابتداءا من سنة 1580 ففي رسالة مؤرخة في شهر يوليو من نفس السنة، دعى مراد الثالث أحمد المنصور لإقامة تحالف بهدف استرجاع الأندلس، واقترح عليه لذالك ثلاثمائة سفينة والآلاف من مقاتلي النخبة، كما اقترح عليه أن يزوِجه إحدى بناته. لا توجد أية معلومة عن رد أحمد المنصور على هذه المقترحات.
بلغت التوترات ذروتها سنة 1581، حين أمر السلطان العثماني مراد الثالث الباشا علج علي باشا بقيادةِ أسطول من ستين سفينة وثمانية آلاف رجل لفرض الهدوء بالجزائر واضرار بمصالح المنصور. وصل علج علي باشا إلى مدينة الجزائر شهر يونيو من نفس السنة، فيما تحصن السلطان أحمد المنصور بفاس وأحاط نفسه بالجيش وأعد العدة وحصن الثغور والموانئ وسلم قيادة ميناء العرائش لأقرب معاونيه إبراهيم السفياني. ساهمت الديبولوماسية المغربية في انهاء النزاع من خلال النجاح في الوصول إلى الاتفاق على هدنة بين القوتين الإسلاميتين رغم الضغوط التي مارسها علج علي باشا على الوفود المغربية التي كانت في طريقها لاسطنبول. ساهمت في نجاح الهدنة عوامل منها الوباء الفتاك وحالة عدم الاستقرار السياسي التي شهدتها ايالة الجزائر، وثورة في الجزيرة العربية بلاد الحرمين الشريفين أوكل مهمة اخمادها علج علي باشا الذي غادر ومن أتو معه القطر المغاربي، لكن الدور الكبير في إعادة العلاقات الطيبة بين البلدين لعبه جيكالة باشا. أتبع ذالك أمر السلطان مراد الثالث ممثليه في طرابلس والجزائر أن يخصو سفراء المنصور باحترام وتقدير، وابتداءا من 1583 أصبح يشار لأحمد المنصور في المراسلات الإدارة العثمانية بالإمام والسلطان والخليفة.
عادت التجادبات مرة أخرى بين القطرين في نفس السنة بعد غزو أحمد المنصور قصور الصحراء جنوب إيالة الجزائر وسيطرته على تجارة القوافل، لم يكن في استطاعة مراد الثالث الرد على تحركات المنصور، فالدولة العثمانية غارقة في الحروب والمواجهات في كل من بلاد فارس والبلقان والحجاز والمحيط الهندي، فأسند المهمة لممثله والي الجزائر، سير هاذا الأخير حملة عسكرية ضد التواجد المغربي جنوب الإيالة فتوجه نحو فيكيك لقطع الصلات بين مناطق محل النزاع وبين المغرب لكن باءة بالفشل، أتبع ذالك اقامة المنصور لتحصنيات جديدة بقصور الواحات الرئيسية وتخصيصها بحامية دائمة، وضمان ولاء أعيانها الدينية والقبلية عبر اعفاء من الضرائب والتكرم عليهم، كما ربط علاقات بالسلطات العثمانية في الجزائر واسطنبول فتمكن من رشوة عدد كبير من الوجهاء الذين أصبحو سفراء القضية المغربية. انتهت الخلافات بعد أن حول السلطان مراد الثالث ايالة الجزائر بعد موت علج علي باشا من بايلرباي إلى باشوية يرأسها باشا يعين لمدة ثلاثة سنوات وهي مدة وجيزة منعت الولاة من بلورة سياسة نوعية مؤِثرة على المدى البعيد، وهكذا ما عاد السلطان الشريف يخاف الباب العالي الذي غادر شيئا فشيئا المسرح السياسي بالحوض الغربي للمتوسط. استعادت العلاقات مسارها الطبيعي آخر الخمس السنوات من حكم مراد الثالث، وتحسنت بشكل كبير وملحوظ عهد سلطان محمد الثالث يظهر ذالك من خلال تبادل عدد كبير من السفراء ومن العلاقات الرسمية الأخوية التي جمعت القوتين، يرجع البعض هذا التحسن لظروف السياسية التي كانت تمر بها الدولة العثمانية (حرب الثلاثة عشر عامًا، الحرب العثمانية الصفوية، تمردات الانكشارية وسباهية، ثورة مقاطعة الأفلاق، ترانسلفانيا ومولدوفا) وهي ظروف ساعدت المنصور، ففي الرسالة الأولى التي بعث بها إلى السلطات العثمانية على إثر صعود محمد الثالث إلى الحكم أسبغ على نفسه كل الألقاب الخليفية ذات العلاقة بالسيادة في حين لم يستعمل سوى لقب السلطان للحديث عن العاهل العثماني بل إن الدولة العثمانية أصبحت عنده مجرد إيالة أي مملكة أو مقاطعة لا تستطيع ادعاء أي وضعية متميزة.
في اواخر عهد المنصور هاجم الوالي العثماني على تلمسان واحة فكيك وحاول فرض الضرائب على المناطق المحيطة بها فكتب السلطان بذلك إلى باشا الجزائر لتذكيره أن الواحة تابعة للسلطنة الشريفة طبقا للاتفاقيات مع السلاطين مراد الثالث ومحمد الثالث وينبهه أن أي تحركات في المستقبل يمكن أن تؤدي إلى نتائج وخيمة.

### السياسة العثمانية تجاه المغرب في القرن السابع عشر

#### خلال العصر السعدي
بعد وفاة أحمد المنصور عام 1603، دخل المغرب في حرب الخلافة التي استمرت ما يقرب من ربع قرن، حيث ظهرت قوة السعديين ضعيفة، بعد أن فقدت السيطرة على جزء كبير من الأراضي المغربية.
من بين المتنافسين على خلافة المنصور، لجأ الأمير زيدان، بعد عدة انتكاسات عسكرية، إلى تلمسان وطلب دعم العثمانيين من أجل الاستيلاء على السلطة ، دون أن يتمكن من الحصول على أي مساعدة. تمكن الأخير من تولي السلطة في المغرب بمفرده عام 1608، دون أن يصبح حليفاً للعثمانيين.
بعد إنتصاره في حرب الخلافة، فإن السلطة المركزية في مراكش ضعفت وفقدت السيطرة على جزء كبير من الأراضي المغربية. الشيء الذي أدى لسلسلة من تدخلات العثمانية، خلال العقود التالية، داعمتا مختلف أمراء الحرب وقادة الزوايا الدينية.

#### خلال عصر الأشراف العلويين أبناء عمومة السعديين

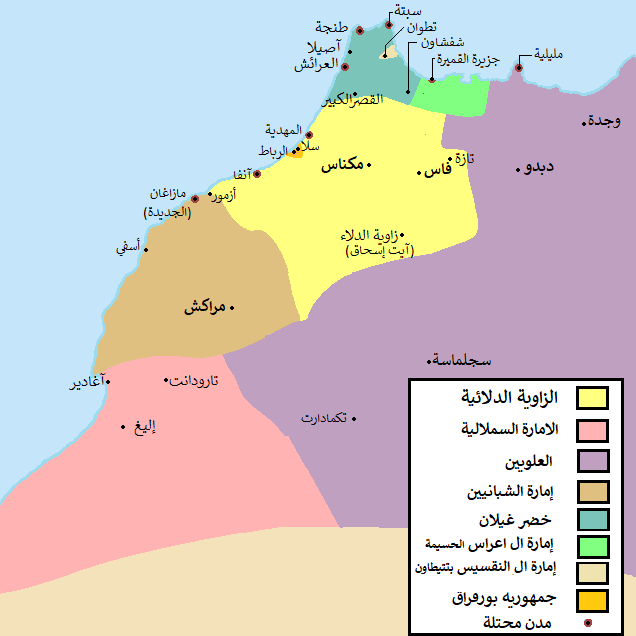
خريطة المغرب بداية حكم العلويين 1660م

عند وصول العلويين للسلطة كان أبو العباس الخضر غيلان، يسيطر على جزء من شمال المغرب (الأراضي الغرب، لوكوس، الهبط، وشبه جزيرة طنجية) تعرض هذا الأخير للهزيمة على يد العلويين سنة 1666 حيث أخضع المولى الرشيد قبيلة بني زروال ثم مضى إلى تطوان، ففر منها غيلان، الذي توجه إلى أصيلا.
في عام 1673، بعد وفاة السلطان رشيد بن شريف، قاد غيلان وحلفاءه النقسيس هجومًا على شمال المغرب بدعم عسكري ولوجستي عثماني. ومع ذلك، فشل الهجوم بالقرب من قصر الكبير، الذي ضربه الجيش العلوي في أكتوبر 1673 وقتل غيلان هناك.

#### الدعم العثماني للدلائيين
بعد أن برزت كقوة سياسية ودينية وعسكرية رئيسية خلال النصف الأول من القرن السابع عشر، استفاد الدلائيون الذين كانوا يسيطرون، أثناء بداية ظهور العلويين على جزء كبير من شمال المغرب، من تعاطف العثمانيين. خاصتا بعد استيلاء العلويين على عاصمتهم عام 1668، وطردهم إلى الإمبراطورية العثمانية.
في عام 1677، تم تنفيذ هجوم الدلائيين الأخير بدعم عسكري عثماني. بعد بعض النجاحات في الأطلس الأوسط، هُزمت البعثة أخيرًا من قبل العلويين، وهُزمت الحركة الدلائية بشكل نهائي.

### النزاع الحدودي العثماني العلوي

امتداد المغرب في عهد العلويين سنة 1798.

بعد انتهاء أيام بكلربك في إيالة الجزائر، أصبح حكام هذه الإيالة يفتقدون لسلطة سياسية كافية كما كانو من قبل. من الآن فصاعدا، أصبح الصراع مباشرا حول حدود بين المغرب والممتلكات العثمانية في شمال أفريقيا، مما أدى إلى العديد من المواجهات، أساسا للسيطرة على وجدة.
في عام 1641، وجدة - التي كانت آنذاك تحت السيطرة العثمانية - استولى عليها الأمير العلوي محمد بن شريف. هذا الأخير داهم منطقة تلمسان وتدفع بالقوات العثمانية حتى الأغواط، قبل أن يجعله هذا الأخير يقف عند تافنا بموجب معاهدة تم التفاوض عليها عام  1647. بعدم تخطي جيشه لما وراء وادي تافنا كما جرت محاولات انقلاب قليلة في وهران التي كانت تعتبر مدينة مغربية.
في عام 1651، الأمير محمد بن شريف يدخل منطقة ندرومة قبل أن يعود إلى وجدة. وعلى الرغم من هذه النزاعات الحدودية، فإن العثمانيين يعتبرون تافنا الحد بين الأراضي المغربية والعثمانية.
السلطان العلوي إسماعيل بن شريف بدوره يحاول التوغل في تافنا حتى جبال العمور عام 1678 ولكن، بعد هزيمته من المدفعية التركية، تراجع ليعترف بالحدود سابقة في تافنا ، ومع ذلك لم يلتزم بتطبيق المعاهدة وبقية الحدود عند تافنا نظرية فقط، العثمانيون يسيرون حامية عند ندرومة، والمولى إسماعيل يسيطر على وجدة لحدود 1692، عندما هزمه العثمانيين، ودفعوه لقبول وادي ملوية كحد جديد فاصل بين مغرب والعثمانيين.
بعد وفاة السلطان يزيد بن محمد سنة 1792، نظم باي وهران محمد الكبير غزو لشمال شرق المغرب، حيث سيطر على وجدة والجزء الشرقي من الريف. نظم بعدها السلطان مولى يزيد عام 1795، حملة سمحت للمغاربة باستعادة هذه المناطق بشكل نهائي. ثم تحديد الحدود بشكل نهائي في واد كنيس
في الوقت نفسه، بين عامي 1792 و1830، قام السلاطين العلويون بمضايقة بايات وهران، قبل الاستفادة من انهيار الوصاية العثمانية على الجزائر لإطلاق جيشهم في وهران. سرعان ما اعترف سكان تلمسان مؤقتًا بعبد الرحمن بن هشام كسلطان عليهم تبع ذالك انسحب المغاربة نهائياً من تلمسان عام 1834 لصالح الأمير عبد القادر.

## وصلات خارجية
- J. M. Abun-Nasr, A History of the Maghrib in the Islamic Period (lien), Cambridge University Press, 1987 (ردمك 9780521337670)
- P. Boyer, Contribution à l'étude de la politique religieuse des Turcs dans la régence d'Alger (XVIe-XIXe siècles)]] (lien), dans: Revue de l'Occident musulman et de la Méditerranée, vol.1, 1966, ص. 11-49

- J. D. Fage & R. A. Oliver, The Cambridge History of Africa, Volume III (lien), Cambridge University Press, 1977 (ردمك 9780521209816)
- شارل أندري جوليان،]] Histoire de l'Afrique du Nord : Des origines à 1830, éd. Payot & Rivages, Paris, 1994
- C. R. Pennell, Morocco: From Empire to Independence (lien), Oneworld Publications, 2013
- D. E. Pitcher, An Historical Geography of the Ottoman Empire: From Earliest Times to the End of the Sixteenth Century (lien), Brill Archive, 1972
- R. Le Tourneau, Histoire de la dynastie sa'dide. Extrait de al-Turguman al-mu'rib 'an duwal al-Masriq wal Magrib d'Abû al Qâsim ben Ahmad ben 'Ali ben Ibrahim al-Zayyânî. Texte, traduction et notes présentés par L.Mougin et H. Hamburger (lien), dans: Revue de l'Occident musulman et de la Méditerranée, vol.23, 1977, ص. 7-109

- C. de la Veronne, [[Relations entre le Maroc et la Turquie dans la seconde moitié duXVI{{{2}}} قرن et le début du XVII{{{2}}} قرن (1554-1616)]] (lien), dans: Revue de l'Occident musulman et de la Méditerranée, vol.15, 1973, ص. 391-401